# Steve Pemberton
Pour les articles homonymes, voir Pemberton.
Steven James "Steve" Pemberton (né le 1er septembre 1967) est un acteur, écrivain et scénariste britannique, connu pour avoir joué dans Le Club des Gentlemen avec Reece Shearsmith, Mark Gatiss et Jeremy Dyson. Pemberton et Shearsmith ont également écrit et sont apparus dans la sitcom Psychoville. Il a aussi travaillé pour les séries Doctor Who, Benidorm, Blackpool, Shameless, Whitechapel, Happy Valley, Inside No. 9 et plus récemment Mapp and Lucia.

## Biographie
Pemberton est né à Blackburn, dans le Lancashire. Il a étudié au lycée St. Michael's CE, où ses premiers talents d'acteur furent reconnus. Après avoir étudié à l'université de Runshaw, Pemberton a été diplômé de l'université de Bretton Hall d'un baccalauréat universitaire ès lettres (Hons) en arts dramatiques.

## Carrière
À ses débuts, Pemberton s'est beaucoup centré sur le théâtre expérimental, il est d'ailleurs l'un des membres fondateurs du Théâtre 606 avec Gordon Anderson, Tom Hadley et le producteur Shane Walter. Il a produit, dirigé et joué dans diverses pièces de théâtre. Il a écrit pour Variety et était l'assistant rédacteur du International Film Guide de 1991 à 1998. Il est apparu dans des séries télévisées telles que Whitechapel, Doctor Who, Benidorm, Under the Greenwood Tree, Hôtel Babylon, The Last Detective, Randall and Hopkirk, Blackpool et Shameless. En 2004, il a joué le rôle du Docteur Bessner dans Mort sur le Nil. Il est également apparu dans le film Lassie en 2005.
Pemberton est principalement connu pour être l'un des membres de la comédie Le Club des Gentlemen, aux côtés de Mark Gatiss, Reece Shearsmith et Jeremy Dyson, qu'il a tous rencontré à l'université de Bretton Hall vers la fin de ses études. Le Club des Gentlemen était d'abord une pièce de théâtre mise en scène en 1995, puis a été diffusée sur BBC Radio 4 sous le nom de On the Town with the League of Gentlemen en 1997 avant d'arriver sur le petit écran sur BBC Two en 1999. Pemberton et ses collègues seront plus tard récompensés par le British Academy Television Award, le Royal Television Society Award et le Golden Rose of Montreux.
En 2007, Pemberton est apparu dans Les vacances de Mr Bean, dans le rôle du vicaire. En juillet 2007, il a remplacé Bob Martin dans le rôle du "Man in Chair" dans la production West End de la comédie musicale The Drowsy Chaperone, jusqu'à la fin de la production, le 4 août 2007. Dans le DVD sorti en 2008 du film d'animation norvégien culte Libérez Jimmy, Pemberton a prêté sa voix au personnage de Mattis. En juin 2009, la diffusion de Psychoville a marqué le retour de Pemberton sur BBC Two. La série était co-écrite par Pemberton et son ami de longue date Reece Shearsmith. Ils ont tous deux interprété le rôle de plusieurs personnages dans cette série, dont le format est similaire à celui de Le Club des Gentlemen.
Pemberton a interprété le rôle de Rufus Drumknott dans la mini-série Timbré en 2010. Il apparait également en 2011 dans The 25th Annual Putnam County Spelling Bee dans la peau du Vice principal Douglas Panch. E, 2014, il joue Georgie Pillson dans une adaptation d'un livre de E.F. Benson, Mapp and Lucia. Il a également scénarisé cette mini-série aux côtés de Mark Gatiss. Elle fut diffusée le jour de Noël, en 2014.
Depuis 2014, il a joué de nombreux personnages dans la série Inside No. 9, qu'il a co-créée avec Shearsmith et qui est diffusée sur BBC Two.

## Filmographie

### Cinéma
- 2004 : Mort sur le Nil : Docteur Bessner
- 2005 : The League of Gentlemen's Apocalypse : divers personnages
- 2005 : Lassie : Hynes
- 2005 : H2G2 : Le Guide du voyageur galactique : Monsieur Prosser
- 2007 : The Old Curiosity Shop : Monsieur Short
- 2007 : Les Vacances de Mr Bean : Un vicaire
- 2008 : Libérez Jimmy : Mattis
- 2012 : Football Managers : Oliver

### Télévision
- 1999-2000 : Le Club des Gentlemen : divers personnages
- 2000 : Gormenghast : Professeur Mule
- 2000-2001 : Randall and Hopkirk
- 2004 : Blackpool :  Adrian Marr
- 2004 : Shameless : Eddie Jackson
- 2005 : Hôtel Babylon
- 2005 : The Last Detective
- 2005 : Under the Greenwood Tree
- 2007-2015 : Benidorm : Mick Garvey (44 épisodes)
- 2008 : Doctor Who Strackman Lux (2 épisodes)
- 2009 : Miss Marple : Rev. Henry Wake (épisode Un meurtre est-il facile de Hettie MacDonald (en))
- 2009 : Timbré : Drumknott
- 2009-2011 : Psychoville : divers personnages
- 2009-2013 : Whitechapel : Edward Buchan
- 2013 : Heading Out : Inspecteur (1 épisode)
- 2014 : Mapp and Lucia : Georgie Pillson
- 2014-présent : Happy Valley : Kevin Weatherill
- 2014-présent : Inside No. 9 : divers personnages
- 2019 : Good Omens : Mr. Glozier
- 2023 : Missing you : Titus

### Théâtre
- 2008 : The Drowsy Chaperone
- 2009 : The 25th Annual Putnam County Spelling Bee : Douglas Panch
- 2012 : She Stoops to Conquer : Monsieur Hardcastle